# Jack Parker
Jack Parker, född 27 september 1915 i Beaver i Oklahoma, död 29 maj 1964, var en amerikansk friidrottare.
Parker blev olympisk bronsmedaljör i tiokamp vid sommarspelen 1936 i Berlin.